# Wojciech Kowalewski
Wojciech Kowalewski (Białystok, 1977. május 11. –) lengyel válogatott labdarúgókapus.

## Válogatott mérkőzései
| #   | Dátum               | Helyszín                | Ellenfél              | Eredmény | Versenysorozat | Játszott | Megjegyzés |
| --- | ------------------- | ----------------------- | --------------------- | -------- | -------------- | -------- | ---------- |
| 1.  | 2002. február 10.   | Limassol                | Feröer                | 2–1      | barátságos     | 77'      |            |
| 2.  | 2002. augusztus 21. | Szczecin                | Belgium               | 1–1      | barátságos     | 46'      |            |
| 3.  | 2002. szeptember 7. | Serravalle              | San Marino            | 2–0      | Eb-selejtező   | végig    |            |
| 4.  | 2004. február 21.   | San Fernando            | Feröer                | 6–0      | barátságos     | 46'      |            |
| 5.  | 2005. augusztus 15. | Kijev                   | Szerbia és Montenegró | 3–2      | barátságos     | 46'      |            |
| 6.  | 2005. november 16.  | Ostrowiec Świętokrzyski | Észtország            | 3–1      | barátságos     | 46'      |            |
| 7.  | 2006. szeptember 6. | Varsó                   | Szerbia               | 1–1      | Eb-selejtező   | végig    | Sárga lap  |
| 8.  | 2006. október 7.    | Almati                  | Kazahsztán            | 1–0      | Eb-selejtező   | végig    |            |
| 9.  | 2006. október 11.   | Chorzów                 | Portugália            | 2–1      | Eb-selejtező   | végig    | Sárga lap  |
| 10. | 2007. február 7.    | Jerez de la Frontera    | Szlovákia             | 2–2      | barátságos     | 64'      |            |
| 11. | 2009. október 10.   | Prága                   | Csehország            | 0–2      | vb-selejtező   | végig    |            |

## Fordítás
Ez a szócikk részben vagy egészben  a   Wojciech Kowalewski című lengyel Wikipédia-szócikk fordításán alapul.  Az eredeti cikk szerkesztőit annak laptörténete sorolja fel. Ez a jelzés csupán a megfogalmazás eredetét és a szerzői jogokat jelzi, nem szolgál a cikkben szereplő információk forrásmegjelöléseként.